# Saquedeneu et Bouldeneu
« Saquedeneu » redirige ici. Pour l’article homophone, voir Sac de nœuds.
Saquedeneu (モンジャラ, Monjara, dans les versions originales en japonais) et son évolution, Bouldeneu (モジャンボ, Mojumbo), sont deux espèces de Pokémon. 
Issus de la célèbre franchise de médias créée par Satoshi Tajiri, ils apparaissent dans une collection de jeux vidéo et de cartes, dans une série d'animation, plusieurs films, et d'autres produits dérivés, ils sont imaginés par l'équipe de Game Freak et dessinés par Ken Sugimori. Alors que Saquedeneu fait sa première apparition au Japon en 1996, dans les jeux vidéo Pokémon Vert et Pokémon Rouge et appartient donc à la première génération de Pokémon, Bouldeneu n'a été créé qu'avec la quatrième comme l'évolution de Saquedeneu. Ils sont tous les deux du type plante et occupent les 114e et 465e emplacements du Pokédex national, l'encyclopédie qui recense les différentes espèces de Pokémon.

## Création
La franchise Pokémon, développée par Game Freak pour Nintendo et introduite au Japon en 1996, tourne autour du concept de capture et d'entraînement de 150 espèces de créatures appelées Pokémon, afin de les utiliser pour combattre des Pokémon sauvages et ceux d'autres dresseurs Pokémon, qu'il s'agisse de personnages non-joueurs ou d'autres joueurs humains. La puissance des Pokémon au combat est déterminée par leurs statistiques d'attaque, de défense et de vitesse et ils peuvent apprendre de nouvelles capacités en accumulant des points d'expérience ou si leur dresseur leur donne certains objets.

### Conception graphique
La conception de Saquedeneu est le fait, comme pour la plupart des Pokémon, de l'équipe chargée du développement des personnages au sein du studio Game Freak. Leur apparence est finalisée par Ken Sugimori pour la première génération des jeux Pokémon, Pokémon Rouge et Pokémon Vert, sortis à l'extérieur du Japon sous les titres de Pokémon Rouge et Pokémon Bleu,. Bouldeneu appartient à la quatrième génération de Pokémon et apparait pour la première fois dans les versions diamant et perle.

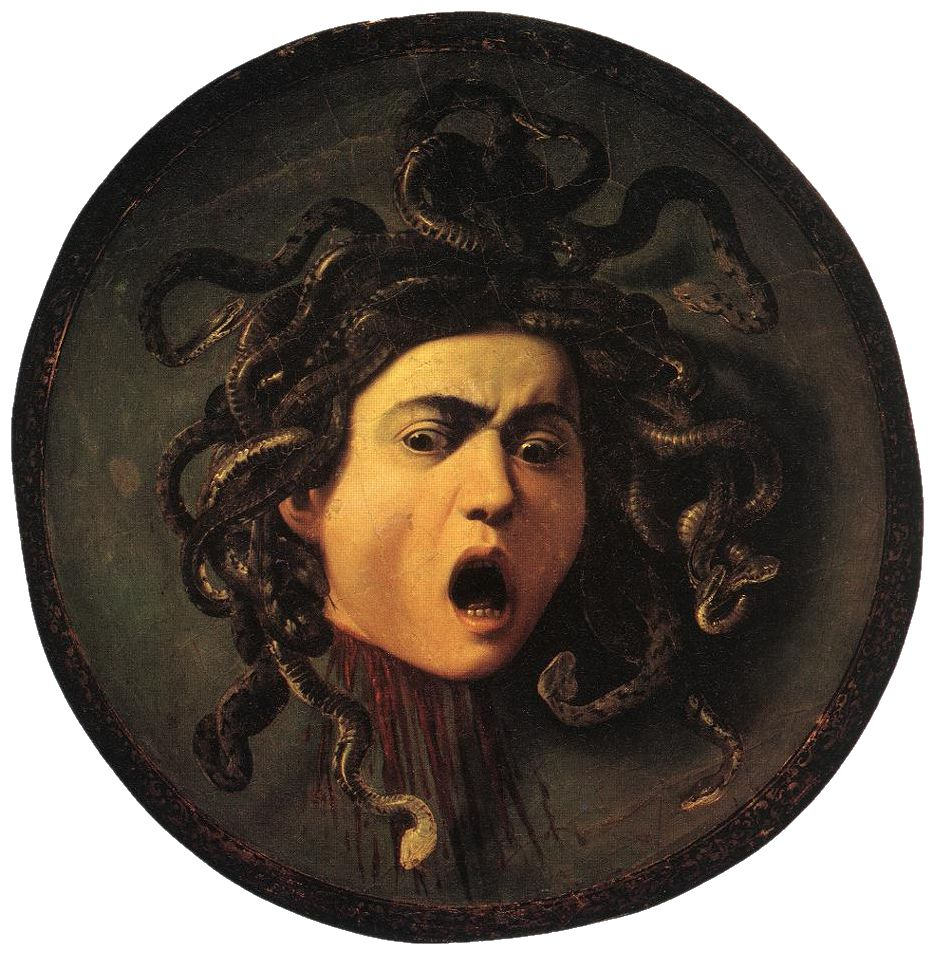
La Méduse a pu inspirer les graphistes.

Nintendo et Game Freak n'ont pas évoqué les sources d'inspiration de ces Pokémon. Selon les fans, l'apparence de Saquedeneu pourrait venir de la Méduse, une des trois Gorgones. Néanmoins, Saquedeneu n'a pas des serpents sur la tête, mais des vignes. Le Pokémon pourrait être ainsi basé sur le Tumbleweed. Ayant une apparence proche de sa pré-évolution, Bouldeneu a pu être inspiré des mêmes idées.

### Étymologie
Saquedeneu et Bouldeneu sont initialement nommés Monjara (モンジャラ, Monjara) et Mojumbo (モジャンボ, Mojanbo) en japonais. Ces noms sont ensuite adaptés dans trois langues lors de la parution des jeux en Occident : anglais, français et allemand ; le nom anglais est utilisé dans les autres traductions du jeu.
Nintendo choisit de donner aux espèces Pokémon des noms « astucieux et descriptifs », liés à l'apparence ou aux pouvoirs des créatures, lors de la traduction du jeu ; il s'agit d'un moyen de rendre les personnages plus compréhensibles pour les enfants, notamment américains. Monjara devient « Tangela » en anglais et en allemand et « Saquedeneu » en français, et Mojumbo s'appelle « Tangrowth » en anglais, « Tangoloss » en allemand et « Bouldeneu » en français. Selon IGN, Tangela est un mot-valise de « tangle » (enchevêtrement en français) et du prénom « Angela », et devait s'appeler à l'origine « Meduza ». Les noms français, selon Pokébip, sont des contractions, respectivement, des termes « sac de nœuds » et de « boule de nœuds ».

## Description
Ces deux Pokémon sont l'évolution l'un de l'autre : Saquedeneu évolue en Bouldeneu. Dans les jeux vidéo, cette évolution survient lorsque Saquedeneu apprend l'attaque Pouvoir antique et monte d'un niveau,.
Comme pratiquement tous les Pokémon, ils ne peuvent pas parler : lors de leurs apparitions dans les jeux vidéo tout comme dans la série d'animation, ils ne peuvent pas parler et ne sont seulement capables de communiquer verbalement en répétant les syllabes de leur nom d'espèce en utilisant différents accents, différentes tonalités, et en rajoutant du langage corporel.

### Saquedeneu
Saquedeneu est un Pokémon de type plante, c'est un Pokémon vigne. C'est un Pokémon issu de la première génération. Il est le Pokémon numéro 114 dans le Pokédex national. Les lianes qui l'entourent lui donnent toute sa spécificité. Les différents Pokédex mentionnent tous les lianes qui lui recouvrent le corps et le visage. Celles-ci peuvent paralyser ses adversaires au combat. Elles poussent tout au long de sa vie mais sont très cassantes ce qui ne pose pas de problème pour le pokémon sachant qu'elles repoussent le lendemain de leur perte. Le Pokédex de la version Pokémon Ranger dit de Saquedeneu qu'il peut enrouler sa liane autour d'un poteau pour faire un pont. Saquedeneu garde aussi une part de mystère du fait que l'on ne puisse voir son visage, caché par ses lianes. Cependant, ses pieds qui ne sont pas recouverts par des lianes sont de couleur rouge.

### Bouldeneu
Bouldeneu est un Pokémon de type plante et est issu de la quatrième génération. Il occupe la quatre-cent-soixante-cinquième place du Pokédex. Il est de couleurs rose foncé et bleu avec un peu de noir. Il a de long bras bleus et a des doigts rose foncé. Son corps est recouvert de lianes bleues et on voit seulement ses yeux entourés de noir (donc on suppose qu'il a le visage noir). Il a de courtes jambes est ses "pieds" sont roses.

## Apparitions

### Jeux vidéo
Saquedeneu et Bouldeneu apparaissent dans la série de jeux vidéo Pokémon. Saquedeneu apparaît pour la première fois dans Pokémon Rouge et Vert (Japon) et dans Pokémon Rouge et Bleu (en Europe et aux États-Unis). D'abord en japonais, puis traduits en plusieurs autres langues, ces jeux ont été vendus à plus de 200 millions d'exemplaires à travers le monde. Saquedeneu fait sa première apparition le 27 février 1996, dans les jeux japonais Pocket Monsters Aka (ポケットモンスター 赤, Poketto Monsutā Aka, Pocket Monsters Rouge) et Pocket Monsters Midori (ポケットモンスター 緑, Poketto Monsutā Midori, Pocket Monsters Vert) (remplacé dans les autres pays par la version Bleue). Depuis la première édition de ces jeux, Saquedeneu est réapparu dans les versions jaune, or, argent, cristal, rouge feu, vert feuille, diamant, perle, platine, noir 2 et blanc 2. Bouldeneu fait sa première apparition le 28 septembre 2006 dans les jeux japonais Pocket Monsters Daiyamondo (ポケットモンスター ダイヤモンド, Poketto Monsutā Daiyamondo, Pocket Monsters Diamant) et Pocket Monsters Pāru (ポケットモンスター パール, Poketto Monsutā Pāru, Pocket Monsters Perle). Mis à part aux trois premières générations, où il n'était pas créé, il apparait dans les mêmes versions que son évolution.
Il est possible d'avoir un œuf de Saquedeneu en faisant se reproduire deux Pokémon dont au moins un Saquedeneu ou un Bouldeneu femelle. Cet œuf éclot après 5 120 pas, et un Saquedeneu  de niveau 5 en sort. Saquedeneu et Bouldeneu appartiennent au groupe d'œuf plante et ont comme capacités « Chlorophylle », « Feuille Garde » et « Régé-Force ».
Bouldeneu est le responsable d'une attraction dans le jeu PokéPark Wii : La Grande Aventure de Pikachu.

### Série télévisée et films
La série télévisée Pokémon ainsi que les films sont des aventures séparées de la plupart des autres versions de Pokémon et mettent en scène Sacha en tant que personnage principal. Sacha et ses compagnons voyagent à travers le monde Pokémon en combattant d'autres dresseurs Pokémon. Sacha et ses compagnons voyagent à travers le monde Pokémon en combattant d'autres dresseurs Pokémon. Saquedeneu et Bouldeneu y apparaissent très peu. Erika, la championne de Céladopole, utilise un Saquedeneu face à Sacha dans l'épisode 25 de la série.